# William Edward David Allen
William Edward David Allen, né le 6 janvier 1901 à Londres (Royaume-Uni) et mort 18 septembre 1973 à Dublin (Irlande) est un érudit britannique, un officier des services diplomatiques, un homme politique affilié aux doctrines fascistes et un négociant, demeurant principalement connu pour ses travaux d’historien spécialisé dans l’étude de la Transcaucasie, particulièrement la Géorgie.

## Biographie
Issu, par son lignage paternel, d’une famille écossaise établie en Ulster puis à Londres, il fut élevé dans le comté de Hertfordshire. Il fit ses humanités au Collège d'Eton (1914-1918), où il s’initia, dès sa prime jeunesse, aux langues russe et turque. Déjà, à l’âge de dix-huit ans, il donna au public son premier ouvrage, The Turks in Europe, témoignage précoce de son érudition. Par la suite, il endossa le rôle de correspondant spécial pour le Morning Post, couvrant avec rigueur les conflits de la guerre gréco-turque (1919-1922) ainsi que la guerre du Rif (1925).
Dans les années qui précédèrent la Seconde Guerre mondiale, il parcourut maintes contrées et conduisit de savantes recherches sur l’histoire des peuples caucasiens et anatoliens. En 1930, conjointement avec Oliver Wardrop, il fonda la Georgian Historical Society, laquelle institua sa propre revue, intitulée Georgica, vouée tout entière aux études kartvéliennes.
Sa mère subvint financièrement à ses entreprises personnelles jusqu’aux alentours de 1935 et lui octroya également un logis à Commonwood House, à Chipperfield, dans le Hertfordshire, où lui et ses frères pouvaient convier leurs hôtes durant les fins de semaine. Allen, ainsi qu’il le rapporta ultérieurement, y recevait notamment une « étrange cohorte d’intellectuels, de philologues caucasiens et de chefs nationaux en exil, originaires des confins les plus reculés de l’Asie centrale ».
En 1940-1941, il seconda Orde Wingate lors de sa mission en Éthiopie alors sous le joug fasciste, durant la seconde guerre italo-éthiopienne, et consigna ses mémoires en un ouvrage intitulé Guerrilla War in Abyssinia. Le 6 mars 1941, bien que la division de l’armée royale italienne eût remporté une victoire, elle ignorait qu’une troupe bien inférieure en nombre lui tenait tête. Wingate ourdit une ruse de guerre pour les abuser : Allen nota, non sans laconisme, « Peut-être Dieu combat-Il aux côtés des grandes âmes plutôt que des gros bataillons. » Par des assauts soudains menés sur les arrières, il sema le trouble parmi les garnisons de Debra Markos, qui prirent la fuite en un désordre indescriptible. Il croisa également et relata les faits d’armes d’autres compagnons du Special Operations Executive (SOE), tels Tony Simonds et Billy Maclean, aussi remarquables par leur dédain des convenances et leurs excentricités que par leur bravoure martiale. 
En collaboration avec Paul Muratoff (Pavel Muratov), il composa deux tomes relatifs à la campagne de Russie, publiés sous l’égide des éditions Penguin Books. L’historien John Erickson estima que ces ouvrages — et plus particulièrement le second volume — constituaient une illustration remarquable de l’art d’exploiter avec sagacité les sources contemporaines, ajoutant qu’ils conservaient, à l’époque même où il s’exprimait, une valeur non négligeable, principalement en raison de leur examen minutieux des contingences géographiques et tactiques.
Allen servit en qualité d’officier au sein du service diplomatique de Sa Majesté à compter de 1943, exerçant notamment comme conseiller en information à Ankara entre 1947 et 1949, avant que lui advînt de démissionner pour regagner son Ulster natal cette même année. Dès lors, établi aux environs de Killyleagh, dans le comté de Down, il partagea ses heures laborieuses entre la direction de l’entreprise familiale (David Allen’s, société majeure d’affichage) et la rédaction des deux principaux ouvrages qu’il mena à bien au cours des années 1950 : Caucasian Battlefields (1953, composé en collaboration avec Pavel Muratov) et David Allens (1957, relation tant de l’affaire que de la geste familiale des Allen). Ultimement, son *Russian Embassies to the Georgian Kings (1589-1605)*, œuvre à laquelle prêta son concours le traducteur Anthony Mango, fut publié en deux tomes par la Hakluyt Society en 1970. Il acheva ses jours dans la demeure de Whitechurch House, non loin de Cappagh, dans le comté de Waterford, au sud-est de l’Irlande.
Après son décès survenu à Dublin en 1973, sa vaste bibliothèque, dévolue à la Géorgie et au Caucase, fut estimée à la somme de 30 000 livres sterling (équivalant, en valeur actualisée, à une fourchette comprise entre 280 000 et 530 000 livres en 2014). Ce fonds bibliographique, désormais intégré à la bibliothèque Lilly de l’Université de l’Indiana, est décrit comme « foisonnant de relations de voyage, de chroniques anciennes et d’ouvrages de linguistique, et [renfermant] une quantité non négligeable de volumes, ainsi que quelques manuscrits rédigés en langue géorgienne ». 

### Carrière politique et fascisme
Allen se porta candidat, sans succès, dans les circonscriptions de Fermanagh and Tyrone lors des élections générales de 1922. Toutefois, il obtint mandat sept années plus tard, à la faveur du scrutin de 1929, siégeant dès lors comme député unioniste de Belfast West. 
Il se détacha des Unionistes en 1931 pour rallier le New Party de Oswald Mosley, bien qu’il ne brigua pas les suffrages lors des élections générales de la même année. Lié à Mosley par une amitié ancienne, il faisait l’apologie des mouvances fascistes, au nombre desquelles le BUF de ce dernier, qu’il tenait pour « l’expression de la volonté européenne de renouveau ». 
On tenait pour chimériques les allégations le désignant comme un indicateur du MI5 ; toutefois, des pièces d’archive désormais consultables aux Archives nationales attestent qu’il fut effectivement soumis à interrogatoire par ledit service et qu’il divulgua des renseignements relatifs au financement du British Union of Fascists par l’Italie mussolinienne. 

## Vie privée
De 1922 à 1932, avec Lady Phyllis Edith King (1897–1947), fille unique de Lionel Fortescue King, troisième comte de Lovelace (1865–1929) ; De 1932 à 1939, avec Paula Gellibrand (1898–1986), jadis l’un des modèles les plus prisés du photographe Cecil Beaton, précédemment épouse du marquis de Casa Maury, puis d’Ivan Wilkie Brooks ; À compter de 1943, avec Nathalie Maximovna (circa 1900–1966), dont les origines demeurent moins documentées.

## Sources
1. ↑  W. E. D. Allen, « Wingate of the Gideonites », The Palestine Post,‎ 9 avril 1944 (lire en ligne, consulté le 10 janvier 2012)
2. ↑  John Erickson, The Road to Berlin: Stalin's War with Germany: Volume Two, New Haven, Yale University Press, 1999 (1re éd. 1983), 789, 836 (ISBN 0-300-07813-7)
3. ↑  F. W. S. Craig, British parliamentary election results 1918–1949, Chichester, Parliamentary Research Services, 1983 (1re éd. 1969) (ISBN 0-900178-06-X), p. 660
4. 1 2  F. W. S. Craig, British parliamentary election results 1918–1949, Chichester, Parliamentary Research Services, 1983 (1re éd. 1969) (ISBN 0-900178-06-X), p. 654
5. ↑  (en) Love, « 'What's the Big Idea?': Oswald Mosley, the British Union of Fascists and Generic Fascism », Journal of Contemporary History, vol. 42, no 3,‎ juillet 2007, p. 447–468 (ISSN 0022-0094, DOI 10.1177/0022009407078334, S2CID 144884526, lire en ligne)